# Dieter Simon (Rechtswissenschaftler)

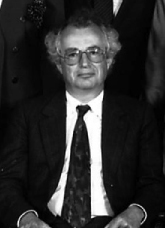
Dieter Simon (1992)

Dieter Simon (* 7. Juni 1935 in Ludwigshafen) ist ein deutscher Rechtswissenschaftler.
Von 1955 bis 1959 studierte er Rechtswissenschaft, Geschichte und Philosophie in Heidelberg und München und promovierte 1962 bei Wolfgang Kunkel zur juristischen Papyrologie. Als Assistent Kunkels habilitierte er sich 1967 mit einer Arbeit zum spätantiken Prozessrecht. Von 1968 bis 1991 war er Inhaber des Lehrstuhls für Zivilrecht und Römisches Recht an der Universität Frankfurt am Main, von 1980 bis 2003 Direktor am Max-Planck-Institut für europäische Rechtsgeschichte in Frankfurt am Main.
Von 1989 bis 1992 war Simon Vorsitzender des Wissenschaftsrats, dem er seit 1985 angehörte. Im Kollegjahr 1988/1989 war er Forschungsstipendiat am Historischen Kolleg in München. Von 1995 bis 2005 war er Präsident der Berlin-Brandenburgischen Akademie der Wissenschaften. Als Honorarprofessor der Humboldt-Universität Berlin beteiligt er sich dort seit 1996 an der rechtstheoretischen Ausbildung. Er ist korrespondierendes Mitglied der Académie des Inscriptions et Belles-Lettres, der Akademie von Athen und der Akademie der Wissenschaften zu Göttingen, ordentliches Mitglied der Academia Europaea (1989) sowie Ehrendoktor der Universitäten Athen und Bologna.
Dieter Simon ist Begründer und Herausgeber der „Forschungen zur Byzantinischen Rechtsgeschichte“, des – inzwischen eingestellten – „Rechtshistorischen Journals“, der „Gegenworte“ und der „myops“.
Zu Simons Schülern zählen viele Rechtstheoretiker, Rechtshistoriker und Rechtsphilosophen, darunter Ulrich Falk, Marie Theres Fögen, Maximilian Herberger, Rainer Maria Kiesow, Elisabeth Koch, Kent D. Lerch, Regina Ogorek, Bernd H. Oppermann und Andreas Schminck.

## Schriften
- (Hg.): Eherecht und Familiengut in Antike und Mittelalter (= Schriften des Historischen Kollegs, Kolloquien Bd. 22). München 1992, IX, 168 S. ISBN 978-3-486-55885-2 (Digitalisat)
- Lob des Eunuchen (= Schriften des Historischen Kollegs, Vorträge, 24). München 1994 (Digitalisat).